# Fossalta di Portogruaro
(Ippolito Nievo, Le confessioni d'un italiano)
Fossalta di Portogruaro (Fossalta in veneto e friulano occidentale, Fossalte in friulano unificato) è un comune italiano di 5 747 abitanti della città metropolitana di Venezia in Veneto.

## Storia
Il toponimo rimanda chiaramente alla presenza di una "fossa alta" (ovvero dall'alveo incassato). Recenti ricerche geologiche hanno effettivamente dimostrato come, in epoca romana, questa zona fosse percorsa dal ramo principale del Tagliamento, attraversabile mediante un guado.
Le origini dell'insediamento, quindi, si legano alla presenza del fiume. Le più importanti testimonianze del periodo antico risalgono al IV secolo a.C.: sono i resti di un santuario paleoveneto, forse dedicato al culto delle divinità acquatiche.
Dell'alto medioevo non si sa molto. Il primo riferimento scritto al paese è contenuto in una bolla pontificia del 1186, con la quale papa Urbano III concedeva al vescovo di Concordia il potere civile e religioso su "Fossalta e sue pertinenze". Un documento notarile del 1202, invece, cita come testimone il sacerdote Liutprando, dimostrando come Fossalta rappresentasse ormai una comunità cristiana ben organizzata, dotata di un proprio luogo di culto indicato da altre fonti scritte come "basiglia". Nello stesso periodo il territorio assunse importanza anche dal punto di vista militare con la presenza di numerosi fortilizi di cui oggi non resta però traccia. Proprio nei pressi dell'attuale centro si trovava un castello che fu residenza estiva dei vescovi di Concordia; passato in feudo ai Pers, venne distrutto già nel Duecento.
Durante il dominio della Serenissima il paese rimase inquadrato nel Friuli come parte del distretto di Cordovado. In epoca austriaca, analogamente al resto del Portogruarese, entrò a far parte della provincia di Venezia.
Nel 1867 il comune di Fossalta assunse la denominazione di "Fossalta di Portogruaro".
Negli anni cinquanta del XX secolo l'area di Villanova fu al centro dell'attività imprenditoriale in Veneto di Gaetano Marzotto jr, il quale destinò crescenti risorse finanziarie alla valorizzazione della tenuta di Villanova-Portogruaro, da cui nacque una conglomerata tessile, agroalimentare (Cantine Santa Margherita) e vetraria (Industrie Zignago).

### Simboli

Lo stemma del Comune di Fossalta di Portogruaro

Lo stemma fu concesso al Comune di Fossalta di Portogruaro con regio decreto di Vittorio Emanuele III del 7 giugno 1943 (poi confermato con successivo decreto del presidente della Repubblica del 1º luglio 1952) e reca la seguente blasonatura:

Il gonfalone del Comune di Fossalta di Portogruaro

Viene anche concesso il gonfalone, consistente in un: 

## Monumenti e luoghi d'interesse
- Chiesa di San Zenone, costruita tra il 1895 e il 1896 e consacrata nel 1913.

## Società

### Evoluzione demografica
Abitanti censiti

### Etnie e minoranze straniere
Al 31 dicembre 2015 gli stranieri residenti nel comune sono 337, ovvero il 5,57% della popolazione. Di seguito sono riportati i gruppi più consistenti:
1. Romania, 73
2. Marocco, 53
3. Ucraina, 33
4. India, 26
5. Albania, 22
6. Cina, 22

## Cultura

### Istruzione

#### Scuole
Sono presenti in città le seguenti scuole pubbliche: la scuola materna "L. Zannier", la scuola materna "Santa Margherita-Fondazione Marzotto ONLUS", sita nella frazione di Villanova Santa Margherita e l'Istituto Comprensivo "Don A. Toniatti".

#### Musei e biblioteche
Il comune di Fossalta di Portogruaro è sede del Centro Culturale "Ippolito Nievo" e del Museo Etnografico locale. Il Centro Culturale si propone da statuto di promuovere la lettura e il sostegno alle attività di formazione e auto-formazione dei cittadini, disponendo di sale e spazi pubblici in cui vengono organizzati periodicamente seminari, reading e convegni. I locali del Centro Culturale ospitarono dal 1974 al 1982 la biblioteca pubblica poi trasferita in una nuova sede apposita, inaugurata alla presenza di Stanislao Nievo, pronipote dello scrittore e patriota italiano Ippolito, cui è intitolato il Centro Culturale cittadino. La biblioteca, già parte integrante del Centro Culturale, dispone di un patrimonio librario che conta 24.000 volumi.

## Amministrazione
| Periodo        | Periodo        | Primo cittadino | Partito                           | Carica  | Note   |
| -------------- | -------------- | --------------- | --------------------------------- | ------- | ------ |
| 23 aprile 1995 | 12 giugno 1999 | Dino Pavan      | lista civica di centro-sinistra   | Sindaco | [ 16 ] |
| 13 giugno 1999 | 7 giugno 2009  | Bruno Panegai   | centro-sinistra                   | Sindaco | [ 17 ] |
| 7 giugno 2009  | 26 maggio 2014 | Paolo Anastasia | centro-sinistra                   | Sindaco | [ 18 ] |
| 26 maggio 2014 | 9 giugno 2024  | Natale Sidran   | lista civica Insieme per Fossalta | Sindaco | [ 19 ] |

### Altre informazioni amministrative
Il comune di Fossalta di Portogruaro e il comune di Teglio Veneto hanno istituito nel 2000 l'unione di comuni denominata "Unione Fossalta Teglio" al fine del coordinamento dell'erogazione dei servizi sociali, della polizia urbana e di altri servizi di competenza comunale. Il nuovo ente è entrato ufficialmente nel pieno delle sue funzioni a partire dal 1º gennaio dell'anno successivo.

### Gemellaggi
- Aucamville, dal 1990[22]

## Sport

### Calcio
La principale società sportiva cittadina è l'A.C.D. Fossaltese, che nella stagione 2019-2020 milita in Seconda Categoria, girone O del Veneto. I colori sociali della squadra sono il bianco e il verde. Disputa le partite casalinghe allo stadio comunale "Felice e Roberto Pessa".

### Basket
La società cestistica è la A.D Pallacanestro Fossaltese, che effettua partite ed allenamenti nel palazzetto Albatros Don Bosco di Villanova. La squadra si trova in promozione, i colori sociali della squadra sono il verde e il nero.